# Mistrovství Evropy v judu 2015 – ženy – střední váha (-70 kg)
Zápasy v judu na I. Evropský hrách / mistrovství Evropy v kategorii středních vah žen proběhly v Baku, 26. června 2015.

## Finále
| finále               |                |
| -------------------- | -------------- |
| Kim Pollingová       | Kim Pollingová |
| Laura Vargas-Kochová | Kim Pollingová |

## Opravy / O bronz
Poražení čtvrtfinalisté se utkávají mezi sebou v opravách. Vítězové oprav následně vyzvou poražené semifinalisty v boji o bronzovou medaili.
| opravy             | o bronz              |                      |
| ------------------ | -------------------- | -------------------- |
| Szabina Gercsáková | Szabina Gercsáková   | Bernadette Grafová   |
| Sally Conwayová    | Szabina Gercsáková   | Bernadette Grafová   |
|                    | Bernadette Grafová   | Bernadette Grafová   |
| Juliane Robraová   | Katarzyna Kłysová    | Szaundra Diedrichová |
| Katarzyna Kłysová  | Katarzyna Kłysová    | Szaundra Diedrichová |
|                    | Szaundra Diedrichová | Szaundra Diedrichová |

## Pavouk
|   | 1/32                    | 1/16                 | čtvrtfinále          | semifinále           | finále               |
| - | ----------------------- | -------------------- | -------------------- | -------------------- | -------------------- |
| A | volný los               | Kim Pollingová       | Kim Pollingová       | Kim Pollingová       | Kim Pollingová       |
| A | volný los               | Kim Pollingová       | Kim Pollingová       | Kim Pollingová       | Kim Pollingová       |
| A | Valida Mirzazadeová     | Roxane Taeymansová   | Kim Pollingová       | Kim Pollingová       | Kim Pollingová       |
| A | Roxane Taeymansová      | Roxane Taeymansová   | Kim Pollingová       | Kim Pollingová       | Kim Pollingová       |
| A | Linda Bolderová         | Szabina Gercsáková   | Szabina Gercsáková   | Kim Pollingová       | Kim Pollingová       |
| A | Szabina Gercsáková      | Szabina Gercsáková   | Szabina Gercsáková   | Kim Pollingová       | Kim Pollingová       |
| A | Alena Eiglová           | María Bernabéuová    | Szabina Gercsáková   | Kim Pollingová       | Kim Pollingová       |
| A | María Bernabéuová       | María Bernabéuová    | Szabina Gercsáková   | Kim Pollingová       | Kim Pollingová       |
| B | Sally Conwayová         | Sally Conwayová      | Sally Conwayová      | Szaundra Diedrichová | Kim Pollingová       |
| B | Aleksandra Samardžićová | Sally Conwayová      | Sally Conwayová      | Szaundra Diedrichová | Kim Pollingová       |
| B | Esther Stamová          | Esther Stamová       | Sally Conwayová      | Szaundra Diedrichová | Kim Pollingová       |
| B | Giulia Cantoniová       | Esther Stamová       | Sally Conwayová      | Szaundra Diedrichová | Kim Pollingová       |
| B | Gévrise Émaneová        | Gévrise Émaneová     | Szaundra Diedrichová | Szaundra Diedrichová | Kim Pollingová       |
| B | Irina Gazijevová        | Gévrise Émaneová     | Szaundra Diedrichová | Szaundra Diedrichová | Kim Pollingová       |
| B | Lynn Mossongová         | Szaundra Diedrichová | Szaundra Diedrichová | Szaundra Diedrichová | Kim Pollingová       |
| B | Szaundra Diedrichová    | Szaundra Diedrichová | Szaundra Diedrichová | Szaundra Diedrichová | Kim Pollingová       |
| C | volný los               | Laura Vargas-Kochová | Laura Vargas-Kochová | Laura Vargas-Kochová | Laura Vargas-Kochová |
| C | volný los               | Laura Vargas-Kochová | Laura Vargas-Kochová | Laura Vargas-Kochová | Laura Vargas-Kochová |
| C | Şükran Bakacaková       | Lior Vildikanová     | Laura Vargas-Kochová | Laura Vargas-Kochová | Laura Vargas-Kochová |
| C | Lior Vildikanová        | Lior Vildikanová     | Laura Vargas-Kochová | Laura Vargas-Kochová | Laura Vargas-Kochová |
| C | Barbara Matićová        | Barbara Matićová     | Juliane Robraová     | Laura Vargas-Kochová | Laura Vargas-Kochová |
| C | Nargiz Ibrahimovová     | Barbara Matićová     | Juliane Robraová     | Laura Vargas-Kochová | Laura Vargas-Kochová |
| C | Juliane Robraová        | Juliane Robraová     | Juliane Robraová     | Laura Vargas-Kochová | Laura Vargas-Kochová |
| C | Anka Pogačniková        | Juliane Robraová     | Juliane Robraová     | Laura Vargas-Kochová | Laura Vargas-Kochová |
| D | volný los               | Bernadette Grafová   | Bernadette Grafová   | Bernadette Grafová   | Laura Vargas-Kochová |
| D | volný los               | Bernadette Grafová   | Bernadette Grafová   | Bernadette Grafová   | Laura Vargas-Kochová |
| D | Anett Breitenbachová    | Anett Breitenbachová | Bernadette Grafová   | Bernadette Grafová   | Laura Vargas-Kochová |
| D | Marie-Eve Gahiéová      | Anett Breitenbachová | Bernadette Grafová   | Bernadette Grafová   | Laura Vargas-Kochová |
| D | Katarzyna Kłysová       | Katarzyna Kłysová    | Katarzyna Kłysová    | Bernadette Grafová   | Laura Vargas-Kochová |
| D | Megan Fletcherová       | Katarzyna Kłysová    | Katarzyna Kłysová    | Bernadette Grafová   | Laura Vargas-Kochová |
| D | Lola Mansourová         | Lola Mansourová      | Katarzyna Kłysová    | Bernadette Grafová   | Laura Vargas-Kochová |
| D | Nino Odzelašviliová     | Lola Mansourová      | Katarzyna Kłysová    | Bernadette Grafová   | Laura Vargas-Kochová |